# فيروس تبرقش

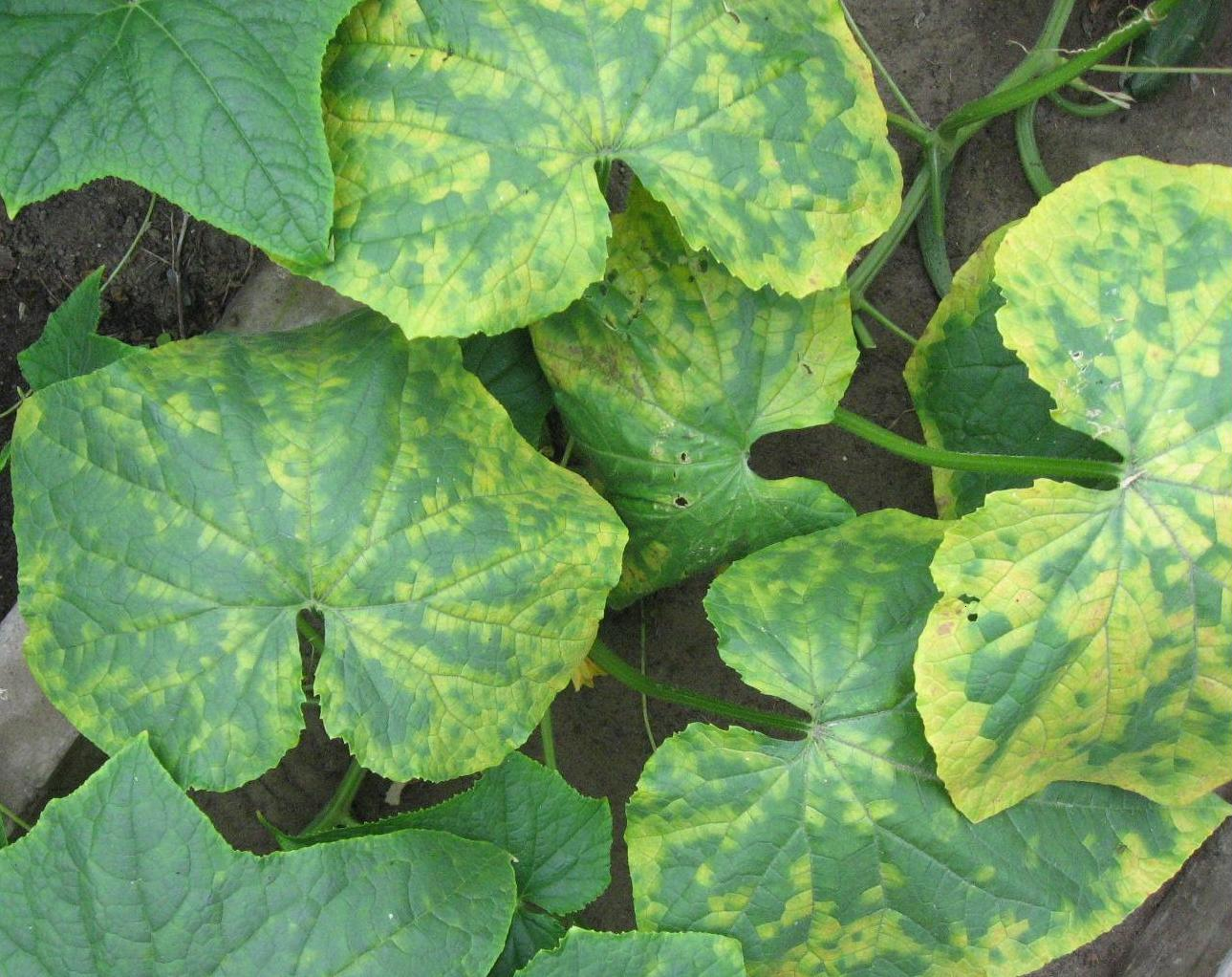
أوراق نبات الخيار المصابة بمراحل مختلفة من فيروس تبرقش الخيار.

فيروسات التبرقش (بالإنجليزية: Mosaic virus)‏ هي فيروسات نباتية تسبب أعراضاً تشبه التبرقش أو الفسيفساء على أوراق أو ثمار النباتات المصابة.

## من أنواعها
- فيروس تبرقش وزوائد البازلاء
- فيروس تبرقش التبغ
- فيروس تبرقش الخيار
- فيروس تبرقش الشمندر
- فيروس تبرقش الفصة المعمرة
- فيروس تبرقش القنبيط
- فيروس تبرقش الكاسافا